# الرقة (إربد)
الرقة منطقة سكنية تقع في لواء الكورة، محافظة إربد في الأردن. تنتمي المنطقة لقضاء الكورة (الأردن) الذي يضم 21 منطقة. يقدر عدد سكانها بـ 367 نسمة حسب إحصاء 2015.

## الوصلات الخارجية
- دائرة الاحصاءات العامة